# Nội các Kishida lần 2 (cải tổ lần 1)
Nội các Kishida lần 2 (cải tổ lần 1) được thành lập vào ngày 10 tháng 8 năm 2022 của Thủ tướng Kishida Fumio. Nội các là một liên minh giữa Đảng Dân chủ Tự do và Đảng Công Minh và kiểm soát cả Tham Nghị viện và Chúng Nghị viện của Quốc hội Nhật Bản sau cuôc Tổng tuyển cử năm 2021. Nội các được cải tổ và thay thế bằng Nội các Kishida lần 2 (cải tổ lần 2) kể từ ngày 13 tháng 9 năm 2023.
Đây là cuộc cải tổ nội các đầu tiên kể từ Nội các Abe lần 4 (cải tổ lần 2). Kishida gọi nội các này là "nội các quyết định chính sách''.

## Tổng quan
Kishida đã thông báo rằng Nội các Kishida lần 2 sẽ được cải tổ, chủ yếu là do hai thành viên nội các sẽ rút lui khỏi chính trường sau cuộc tuyển cử Tham Nghị viện lần thứ 26 vào ngày 10 tháng 7 năm 2022. Hầu hết những người liên quan đều kỳ vọng rằng việc cải tổ Nội các sẽ diễn ra vào "đầu tháng 9".
Tuy nhiên, vào ngày 8 tháng 7, trong cuộc tuyển cử Tham Nghị viện lần thứ 26, cựu Thủ tướng Abe Shinzō đã bị bắn vì có ác cảm với Liên đoàn Gia đình vì Hòa bình và Thống nhất Thế giới (Nhà thờ Thống nhất trước đây). Liên đoàn Gia đình vì Hòa bình và Thống nhất Thế giới và các chính trị gia đã trở thành một vấn đề. Xem xét lại mối quan hệ này cũng là một lý do chính cho việc cải tổ Nội các.
Mục đích của Kishida là thu hút các thành viên của phái Abe, những người đang bị lung lay trước cái chết đột ngột của Abe, người quyền lực nhất trong đảng, và để ổn định chính quyền. Vào ngày 3 tháng 8 cùng năm, ông ăn tối tại một khách sạn ở Tōkyō với Mori Yoshiro, cựu Chủ tịch phái Abe, và Aoki Mikio, cựu Chủ tịch đoàn Tham Nghị viên Đảng Dân chủ Tự do. Để thực hiện "công việc nhân sự nhẹ nhàng", Mori đã yêu cầu bổ nhiệm Hagiuda Kōichi và Nishimura Yasutoshi, những người điều hành phái Abe. Kishida đã chọn Hagiuda làm chủ tịch Hội đồng Nghiên cứu Chính sách của đảng và bổ nhiệm Nishimura làm Bộ trưởng Bộ Kinh tế, Thương mại và Công nghiệp kế nhiệm Hagiuda. Vào chiều ngày 5 tháng 8, Kishida đã truyền đạt chính sách nhân sự của mình tới các quan chức cấp cao trong chính quyền.
Nội các đã được cải tổ lại vào ngày 10 tháng 8 năm 2022 và sau buổi lễ chứng nhận tại Cung điện Hoàng gia, nội các Kishida thứ 2 cải tổ đã được ra mắt.
Việc chụp ảnh kỷ niệm sau lễ chứng nhận được tổ chức tại "Cầu thang phía Tây" của dinh thự chính thức của thủ tướng (Kōtei) vì "cầu thang lớn" thay vì trong sảnh của dinh thự chính thức của thủ tướng, là địa điểm chụp ảnh thông thường, đang được cải tạo. Đây là lần đầu tiên sau khoảng 21 năm kể từ khi Nội các Koizumi lần 1 được khánh thành vào tháng 4 năm 2001.

## Nhân sự Nội các
Đảng phái:
     Đảng Dân chủ Tự do（phái Kishida）      Đảng Dân chủ Tự do (phái Motegi）      Đảng Dân chủ Tự do（phái Asō） 
     Đảng Dân chủ Tự do（phái Abe）            Đảng Dân chủ Tự do（phái Nikai）       Đảng Dân chủ Tự do（phái Moriyama） 
     Đảng Dân chủ Tự do（Tanigaki G）         Đảng Dân chủ Tự do（Ishiba G）          Đảng Dân chủ Tự do（không phái）      Đảng Công Minh
     Bộ trung ương・không đảng

### Bộ trưởng Nhà nước
Bổ nhiệm ngày 10 tháng 8 năm 2022.
| Chức danh | Cá nhân             | Cá nhân | Xuất thân (đảng phái)                                        | Vấn đề đặc biệt | Ghi chú                                        |
| --- | ------------------- | ------- | ------------------------------------------------------------ | --- | ---------------------------------------------- |
| Thủ tướng | Kishida Fumio       |         | Thành viên Chúng Nghị viện Đảng Dân chủ Tự do (phái Kishida) | | Chủ tịch Đảng Dân chủ Tự do                    |
| Bô trưởng Nội vụ và Truyền thông | Terada Minoru       |         | Thành viên Chúng Nghị viện Đảng Dân chủ Tự do (phái Kishida) | | Lần đầu tiên làm Bộ trưởng 21.11.2022 thôi làm |
| Bô trưởng Nội vụ và Truyền thông | Matsumoto Takeaki   |         | Thành viên Chúng Nghị viện Đảng Dân chủ Tự do (phái Asō)     | | Trở lại làm Bộ trưởng Làm từ 21.11.2022        |
| Bộ trưởng Tư pháp | Hanashi Yasuhiro    |         | Thành viên Chúng Nghị viện Đảng Dân chủ Tự do (phái Kishida) | | Lần đầu tiên làm Bộ trưởng 11.11.2022 thôi làm |
| Bộ trưởng Tư pháp | Saitō Ken           |         | Thành viên Chúng Nghị viện Đảng Dân chủ Tự do (không phái)   | | Trở lại làm Bộ trưởng Làm từ 11.11.2022        |
| Bộ trưởng Ngoại giao | Hayashi Yoshimasa   |         | Thành viên Chúng Nghị viện Đảng Dân chủ Tự do (phái Kishida) | Đứng thứ 3 trong ngạch Phó thủ tướng tạm thời | Tiếp tục                                       |
| Bộ trưởng Tài chính Bộ trưởng Nội các Đặc trách (Tài khoán) | Suzuki Shunichi     |         | Thành viên Chúng Nghị viện Đảng Dân chủ Tự do (phái Asō)     | Phụ trách khắc phục tình trạng giảm phát Đứng thứ 4 trong ngạch Phó thủ tướng tạm thời | Tiếp tục                                       |
| Bộ trưởng Giáo dục, Văn hóa, Thể thao, Khoa học và Công nghệ | Nagaoka Keiko       |         | Thành viên Chúng Nghị viện Đảng Dân chủ Tự do (phái Asō)     | Phụ trách cải cách giáo dục Thành viên Ủy ban Điều phối và Liên lạc Thư viện Quốc hội | Lần đầu tiên làm Bộ trưởng                     |
| Bộ trưởng Y tế, Lao động và Phúc lợi | Katō Katsunobu      |         | Thành viên Chúng Nghị viện Đảng Dân chủ Tự do (phái Motegi)  | | Trở lại làm Bộ trưởng                          |
| Bộ trưởng Nông nghiệp, Lâm nghiệp và Thủy sản | Nomura Tetsurō      |         | Thành viên Tham Nghị viện Đảng Dân chủ Tự do (phái Motegi)   | | Lần đầu tiên làm Bộ trưởng                     |
| Bộ trưởng Kinh tế, Thương mại và Công nghệp Bộ trưởng Nội các Đặc trách (Phụ trách ứng phó với tác động kinh tế do tai nạn hạt nhân gây ra; về hỗ trợ bồi thường và giảm hoạt động Hạt nhân) | Nishimura Yasutoshi |         | Thành viên Chúng Nghị viện Đảng Dân chủ Tự do (phái Abe)     | Phụ trách năng lực cạnh tranh công nghiệp Hợp tác kinh tế Nga Hỗ trợ thiệt hại kinh tế hạt nhân Phụ trách thúc đẩy thi hành GX                                                                      | Trở lại làm Bộ trưởng                          |
| Bộ trưởng Đất đai, Cơ sở hạ tầng, Giao thông và Du lịch | Saitō Tetsuo        |         | Thành viên Chúng Nghị viện Đảng Công minh                    | Phụ trách chính sách chu trình nước Triển lãm làm vườn quốc tế | Phó Chủ tịch Đảng Công minh Tiếp tục           |
| Bộ trưởng Môi trường Bộ trưởng Nội các Đặc trách (Phòng chống tai nạn hạt nhân) | Nishimura Akihiro   |         | Thành viên Chúng Nghị viện Đảng Dân chủ Tự do (phái Abe)     | | Lần đầu tiên làm Bộ trưởng                     |
| Bộ trưởng Quốc phòng | Hamada Yasukazu     |         | Thành viên Chúng Nghị viện Đảng Dân chủ Tự do (không phái)   | | Trở lại làm Bộ trưởng                          |
| Chánh Văn phòng Nội các | Matsuno Hirokazu    |         | Thành viên Chúng Nghị viện Đảng Dân chủ Tự do (phái Abe)     | Bộ trưởng phụ trách giảm thiểu tác động của Quân đội Hoa Kỳ tại Okinawa Bộ trưởng phụ trách vấn đề bắt cóc Phụ trách công tác tuyên truyền tiêm chủng Đứng thứ 1 trong ngạch Phó thủ tướng tạm thời | Tiếp tục                                       |
| Bộ trưởng Kĩ thuật số Bộ trưởng Nội các Đặc trách (Cải cách hành chính) (Vấn đề Người tiêu dùng và An toàn Thực phẩm)                                                                        | Kōno Tarō           |         | Thành viên Chúng Nghị viện Đảng Dân chủ Tự do (phái Asō)     | Phụ trách hệ thống công vụ quốc gia Đứng thứ 5 trong ngạch Phó thủ tướng tạm thời | Trở lại làm Bộ trưởng                          |
| Bộ trưởng Tái thiết | Akiba Kenya         |         | Thành viên Chúng Nghị viện Đảng Dân chủ Tự do (phái Motegi)  | Phụ trách phục hồi sau vụ tai nạn hạt nhân tại Fukushima | Lần đầu tiên làm Bộ trưởng 27.12.2022 thôi làm |
| Bộ trưởng Tái thiết | Watanabe Hiromichi  |         | Thành viên Chúng Nghị viện Đảng Dân chủ Tự do (phái Motegi)  | Phụ trách phục hồi sau vụ tai nạn hạt nhân tại Fukushima | Trở lại làm Bộ trưởng Làm từ 27.12.2022        |
| Chủ tịch Ủy ban Công an Quốc gia Bộ trưởng Nội các Đặc trách (Phòng chống thiên tai) (Chính sách Đại dương)                                                                                  | Tani Kōichi         |         | Thành viên Chúng Nghị viện Đảng Dân chủ Tự do (phái Nikai)   | Phụ trách khả năng phục hồi quốc gia Phụ trách các vấn đề lãnh thổ | Lần đầu tiên làm Bộ trưởng                     |
| Bộ trưởng Nội các Đặc trách (Chính sách trẻ em) (Các biện pháp đối phó với tỷ lệ sinh giảm) (Thanh niên tham gia tích cực) (Bình đẳng giới)                                                  | Ogura Masanobu      |         | Thành viên Chúng Nghị viện Đảng Dân chủ Tự do (phái Nikai)   | Quản lý trao quyền cho nữ Phí xã hội cộng sinh Phụ trách các biện pháp phòng chống cô đơn và cách ly                                                                                                | Lần đầu tiên làm Bộ trưởng                     |
| Bộ trưởng Nội các Đặc trách (Chính sách Kinh tế và Tài khóa) | Yamagiwa Daishirō   |         | Thành viên Chúng Nghị viện Đảng Dân chủ Tự do (phái Asō)     | Phụ trách phục hồi kinh tế Phí tư bản mới Các biện pháp đối phó mới với Corona/Quản lý khủng hoảng sức khỏe Phụ trách cải cách an sinh xã hội cho mọi thế hệ                                        | Tiếp tục 24.10.2022 thôi làm                   |
| Bộ trưởng Nội các Đặc trách (Chính sách Kinh tế và Tài khóa) | Gotō Shigeyuki      |         | Thành viên Chúng Nghị viện Đảng Dân chủ Tự do (không phái)   | Phụ trách phục hồi kinh tế Phí tư bản mới Các biện pháp đối phó mới với Corona/Quản lý khủng hoảng sức khỏe Phụ trách cải cách an sinh xã hội cho mọi thế hệ                                        | Trở lại làm Bộ trưởng Làm từ 25.10.2022        |
| Bộ trưởng Nội các Đặc trách (Chiến lược sở hữu trí tuệ) (Chính sách KHCN) (Chính sách không gian) (An ninh kinh tế)                                                                          | Takaichi Sanae      |         | Thành viên Chúng Nghị viện Đảng Dân chủ Tự do (không phái)   | Phụ trách an ninh kinh tế Đứng thứ 2 trong ngạch Phó thủ tướng tạm thời | Trở lại làm Bộ trưởng                          |
| Bộ trưởng Nội các Đặc trách (Hồi sinh khu vực) (Cải cách hành chính) (Chiến lược "Cool Japan") (Các biện pháp Ainu)                                                                          | Okada Naoki         |         | Thành viên Chúng Nghị viện Đảng Dân chủ Tự do (phái Abe)     | Phụ trách Digital Garden City National Concept Triển lãm quốc tế Phí cải cách hành chính | Lần đầu tiên làm Bộ trưởng                     |

### Phó Chánh Văn phòng Nội các・Tổng giám đốc Văn phòng Pháp chế Nội các
Bổ nhiệm ngày 10 tháng 8 năm 2022.
| Chức danh                                | Cá nhân           | Cá nhân | Xuất thân (đảng phái)                                                       | Ghi chú  |
| ---------------------------------------- | ----------------- | ------- | --------------------------------------------------------------------------- | -------- |
| Phó Chánh Văn phòng Nội các              | Kihara Seiji      |         | Chúng Nghị viện/Đảng Dân chủ Tự do (phái Kishida)                           | Tiếp tục |
| Phó Chánh Văn phòng Nội các              | Isozaki Yoshihiko |         | Tham Nghị viện/Đảng Dân chủ Tự do (phái Kishida)                            | Tiếp tục |
| Phó Chánh Văn phòng Nội các              | Kuryū Shunichi    |         | Văn thư/Sở Cảnh sát Quốc gia                                                | Tiếp tục |
| Tổng giám đốc Văn phòng Pháp chế Nội các | Kondō Masaharu    |         | Nguyên Phó Vụ trưởng Pháp chế Nội các/Bộ Kinh tế, Thương mại và Công nghiệp | Tiếp tục |

### Cố vấn đặc biệt của Thủ tướng
Bổ nhiệm ngày 10 tháng 8 năm 2022.
| Chức danh | Cá nhân       | Cá nhân | Xuất thân (đảng phái)                             | Ghi chú                                                  |
| --- | ------------- | ------- | ------------------------------------------------- | -------------------------------------------------------- |
| Cố vấn đặc biệt của Thủ tướng (Phụ trách các chính sách an ninh quốc gia quan trọng và các vấn đề giải trừ vũ khí hạt nhân và không phổ biến vũ khí hạt nhân)                                        | Kishi Nobuo   |         | Chúng Nghị viện/Đảng Dân chủ Tự do (phái Abe)     | 03.02.2023 thôi làm                                      |
| Cố vấn đặc biệt của Thủ tướng (Phụ trách các chính sách an ninh quốc gia quan trọng và các vấn đề giải trừ vũ khí hạt nhân và không phổ biến vũ khí hạt nhân)                                        | Kihara Seiji  |         | Chúng Nghị viện/Đảng Dân chủ Tự do (phái Kishida) | Kiêm nhiệm Phó Chánh Văn phòng Nội các Làm từ 03.02.2023 |
| Cố vấn đặc biệt của Thủ tướng (Phụ trách vấn đề nhân quyền quốc tế) | Nakatani Gen  |         | Chúng Nghị viện/Đảng Dân chủ Tự do (Nikai G)      | Tiếp tục                                                 |
| Cố vấn đặc biệt của Thủ tướng (Kinh tế nội địa và các nhiệm vụ đặc biệt khác) | Murai Hideki  |         | Chúng Nghị viện/Đảng Dân chủ Tự do (phái Kishida) | Tiếp tục                                                 |
| Cố vấn đặc biệt của Thủ tướng (Chịu trách nhiệm Trao quyền cho Phụ nữ và Thúc đẩy Hiểu biết về LGBT)                                                                                                 | Mori Masako   |         | Tham Nghị viện/Đảng Dân chủ Tự do (phái Abe)      | Tiếp tục                                                 |
| Cố vấn đặc biệt của Thủ tướng (Chịu trách nhiệm phát triển cơ sở hạ tầng xã hội như khả năng phục hồi và tái thiết quốc gia, chính sách đổi mới khoa học và công nghệ và các nhiệm vụ đặc biệt khác) | Mori Masafumi |         | Không đảng                                        | Tiếp tục                                                 |

### Thứ trưởng
Bổ nhiệm ngày 12 tháng 8 năm 2022.
| Chức danh                                                     | Cá nhân           | Xuất thân (đảng phái)                                              | Ghi chú                                                                                   |
| ------------------------------------------------------------- | ----------------- | ------------------------------------------------------------------ | ----------------------------------------------------------------------------------------- |
| Thứ trưởng Digital                                            | Ōgushi Masaki     | Chúng Nghị viện/Đảng Dân chủ Tự do (Tanigaki G・Suga Yoshihide G） | Kiêm nhiệm Thứ trưởng Văn phòng Nội các                                                   |
| Thứ trưởng Tái thiết                                          | Kojima Toshifumi  | Chúng Nghị viện/Đảng Dân chủ Tự do (phái Kishida)                  |                                                                                           |
| Thứ trưởng Tái thiết                                          | Takeya Toshiko    | Tham Nghị viện/Đảng Công minh                                      |                                                                                           |
| Thứ trưởng Tái thiết                                          | Ishii Hiroo       | Tham Nghị viện/Đảng Dân chủ Tự do (phái Motegi)                    | Kiêm nhiệm Thứ trưởng Bộ Đất đai, Cơ sở hạ tầng, Giao thông và Du lịch, Văn phòng Nội các |
| Thứ trưởng Văn phòng Nội các                                  | Ōgushi Masaki     | Chúng Nghị viện/Đảng Dân chủ Tự do (Tanigaki G・Suga Yoshihide G） | Kiêm nhiệm Thứ trưởng Digital                                                             |
| Thứ trưởng Văn phòng Nội các                                  | Fujimaru Satoshi  | Chúng Nghị viện/Đảng Dân chủ Tự do (phái Kishida）                 |                                                                                           |
| Thứ trưởng Văn phòng Nội các                                  | Hoshino Tsuyoshi  | Chúng Nghị viện/Đảng Dân chủ Tự do (Tanigaki G・Suga Yoshihide G） |                                                                                           |
| Thứ trưởng Văn phòng Nội các                                  | Wada Yoshiaki     | Chúng Nghị viện/Đảng Dân chủ Tự do (phái Abe）                     |                                                                                           |
| Thứ trưởng Văn phòng Nội các                                  | Isa Shinichi      | Chúng Nghị viện/Đảng Công minh                                     | Kiêm nhiệm Thứ trưởng Y tế, Lao động và Phúc lợi                                          |
| Thứ trưởng Văn phòng Nội các                                  | Nakatani Shinichi | Chúng Nghị viện/Đảng Dân chủ Tự do (phái Motegi）                  | Kiêm nhiệm Thứ trưởng Kinh tế, Thương mại và Công nghệp                                   |
| Thứ trưởng Văn phòng Nội các                                  | Ōta Fusae         | Tham Nghị viện/Đảng Dân chủ Tự do (phái Abe）                      | Kiêm nhiệm Thứ trưởng Kinh tế, Thương mại và Công nghệp                                   |
| Thứ trưởng Văn phòng Nội các                                  | Ishii Hiroo       | Tham Nghị viện/Đảng Dân chủ Tự do (phái Motegi）                   | Kiêm nhiệm Thứ trưởng Bộ Đất đai, Hạ tầng, Giao thông, Du lịch và Tái thiết               |
| Thứ trưởng Văn phòng Nội các                                  | Kobayashi Shigeki | Chúng Nghị viện/Đảng Dân chủ Tự do (phái Nikai）                   | Kiêm nhiệm Thứ trưởng Môi trường                                                          |
| Thứ trưởng Văn phòng Nội các                                  | Ino Toshiro       | Chúng Nghị viện/Đảng Dân chủ Tự do (phái Motegi）                  | Kiêm nhiệm Thứ trưởng Quốc phòng                                                          |
| Thứ trưởng Nội vụ và Truyền thông                             | Omi Asako         | Chúng Nghị viện/Đảng Dân chủ Tự do (phái Abe）                     |                                                                                           |
| Thứ trưởng Nội vụ và Truyền thông                             | Tsuge Yoshifumi   | Chúng Nghị viện/Đảng Dân chủ Tự do (không phái）                   |                                                                                           |
| Thứ trưởng Tư pháp                                            | Kadoyama Hiroaki  | Chúng Nghị viện/Đảng Dân chủ Tự do (Ishiba G）                     |                                                                                           |
| Thứ trưởng Ngoại giao                                         | Takei Shunsuke    | Chúng Nghị viện/Đảng Dân chủ Tự do (phái Kishida）                 |                                                                                           |
| Thứ trưởng Ngoại giao                                         | Yamada Kenji      | Chúng Nghị viện/Đảng Dân chủ Tự do (phái Asō）                     |                                                                                           |
| Thứ trưởng Tài chính                                          | Inōe Takahiro     | Chúng Nghị viện/Đảng Dân chủ Tự do (phái Asō）                     |                                                                                           |
| Thứ trưởng Tài chính                                          | Akino Kōzō        | Tham Nghị viện/Đảng Công minh                                      |                                                                                           |
| Thứ trưởng Giáo dục, Văn hóa, Thể thao, Khoa học và Công nghệ | Ide Yōsei         | Chúng Nghị viện/Đảng Dân chủ Tự do (phái Asō）                     |                                                                                           |
| Thứ trưởng Giáo dục, Văn hóa, Thể thao, Khoa học và Công nghệ | Yana Kazuo        | Chúng Nghị viện/Đảng Dân chủ Tự do (phái Abe）                     |                                                                                           |
| Thứ trưởng Y tế, Lao động và Phúc lợi                         | Hanyūda Takashi   | Tham Nghị viện/Đảng Dân chủ Tự do (phái Abe）                      |                                                                                           |
| Thứ trưởng Y tế, Lao động và Phúc lợi                         | Isa Shinichi      | Chúng Nghị viện/Đảng Công minh                                     | Kiêm nhiệm Thứ trưởng Văn phòng Nội các                                                   |
| Thứ trưởng Nông nghiệp, Lâm nghiệp và Thủy sản                | Katsumata Takaaki | Chúng Nghị viện/Đảng Dân chủ Tự do (phái Nikai）                   |                                                                                           |
| Thứ trưởng Nông nghiệp, Lâm nghiệp và Thủy sản                | Nonaka Atsushi    | Chúng Nghị viện/Đảng Dân chủ Tự do (phái Motegi）                  |                                                                                           |
| Thứ trưởng Kinh tế, Thương mại và Công nghệp                  | Nakatani Shinichi | Chúng Nghị viện/Đảng Dân chủ Tự do (phái Motegi）                  | Kiêm nhiệm Thứ trưởng Văn phòng Nội các                                                   |
| Thứ trưởng Kinh tế, Thương mại và Công nghệp                  | Ōta Fusae         | Tham Nghị viện/Đảng Dân chủ Tự do (phái Abe）                      | Kiêm nhiệm Thứ trưởng Văn phòng Nội các                                                   |
| Thứ trưởng Đất đai, Cơ sở hạ tầng, Giao thông và Du lịch      | Toyoda Toshirō    | Tham Nghị viện/Đảng Dân chủ Tự do (phái Asō）                      |                                                                                           |
| Thứ trưởng Đất đai, Cơ sở hạ tầng, Giao thông và Du lịch      | Ishii Hiroo       | Tham Nghị viện/Đảng Dân chủ Tự do (phái Motegi）                   | Kiêm nhiệm Thứ trưởng Tái thiết, Thứ trưởng Văn phòng Nội các                             |
| Thứ trưởng Môi trường                                         | Yamada Miki       | Chúng Nghị viện/Đảng Dân chủ Tự do (phái Abe）                     |                                                                                           |
| Thứ trưởng Môi trường                                         | Kobayashi Shigeki | Chúng Nghị viện/Đảng Dân chủ Tự do (phái Nikai）                   | Kiêm nhiệm Thứ trưởng Văn phòng Nội các                                                   |
| Thứ trưởng Quốc phòng                                         | Ino Toshiro       | Chúng Nghị viện/Đảng Dân chủ Tự do (phái Motegi）                  | Kiêm nhiệm Thứ trưởng Văn phòng Nội các                                                   |

### Thư ký Nghị viện Bộ trưởng
Bổ nhiệm ngày 12 tháng 8 năm 2022.
| Chức danh                                                                     | Cá nhân           | Xuất thân (đảng phái)                                              | Ghi chú |
| ----------------------------------------------------------------------------- | ----------------- | ------------------------------------------------------------------ | --- |
| Thư ký Nghị viện Bộ trưởng Digital                                            | Ozaki Masanao     | Chúng Nghị viện/Đảng Dân chủ Tự do (phái Niaki）                   | Kiêm nhiệm Thư ký Nghị viện Bộ trưởng Văn phòng Nội các                                                                           |
| Thư ký Nghị viện Bộ trưởng Tái thiết                                          | Nakano Hideyuki   | Chúng Nghị viện/Đảng Dân chủ Tự do (phái Niaki）                   | Kiêm nhiệm Thư ký Nghị viện Bộ trưởng Văn phòng Nội các                                                                           |
| Thư ký Nghị viện Bộ trưởng Tái thiết                                          | Yamamoto Sakon    | Chúng Nghị viện/Đảng Dân chủ Tự do (phái Asō）                     | Kiêm nhiệm Thư ký Nghị viện Bộ trưởng Giáo dục, Văn hóa, Thể thao, Khoa học và Công nghệ                                          |
| Thư ký Nghị viện Bộ trưởng Tái thiết                                          | Satomi Ryūji      | Tham Nghị viện/Đảng Công minh                                      | Kiêm nhiệm Thư ký Nghị viện Bộ trưởng Kinh tế, Thương mại và Công nghiệp, Thư ký Nghị viện Bộ trưởng Văn phòng Nội các            |
| Thư ký Nghị viện Bộ trưởng Tái thiết                                          | Nishida Shōji     | Chúng Nghị viện/Đảng Dân chủ Tự do (phái Kishida）                 | Kiêm nhiệm Thư ký Nghị viện Bộ trưởng Đất đai, Cơ sở hạ tầng, Giao thông và Du lịch, Thư ký Nghị viện Bộ trưởng Văn phòng Nội các |
| Thư ký Nghị viện Bộ trưởng Văn phòng Nội các                                  | Ozaki Masanao     | Chúng Nghị viện/Đảng Dân chủ Tự do (phái Nikai）                   | Kiêm nhiệm Thư ký Nghị viện Bộ trưởng Digital                                                                                     |
| Thư ký Nghị viện Bộ trưởng Văn phòng Nội các                                  | Suzuki Eikei      | Chúng Nghị viện/Đảng Dân chủ Tự do (phái Abe）                     | |
| Thư ký Nghị viện Bộ trưởng Văn phòng Nội các                                  | Jimi Hanako       | Tham Nghị viện/Đảng Dân chủ Tự do (phái Nikai）                    | |
| Thư ký Nghị viện Bộ trưởng Văn phòng Nội các                                  | Nakano Hideyuki   | Chúng Nghị viện/Đảng Dân chủ Tự do (phái Nikai）                   | Kiêm nhiệm Thư ký Nghị viện Bộ trưởng Tái thiết                                                                                   |
| Thư ký Nghị viện Bộ trưởng Văn phòng Nội các                                  | Honda Akiko       | Tham Nghị viện/Đảng Dân chủ Tự do (không phái）                    | Kiêm nhiệm Thư ký Nghị viện Bộ trưởng Y tế, Lao động và Phúc lợi                                                                  |
| Thư ký Nghị viện Bộ trưởng Văn phòng Nội các                                  | Nagamine Makoto   | Tham Nghị viện/Đảng Dân chủ Tự do (phái Abe）                      | Kiêm nhiệm Thư ký Nghị viện Bộ trưởng Kinh tế, Thương mại và Công nghiệp                                                          |
| Thư ký Nghị viện Bộ trưởng Văn phòng Nội các                                  | Satomi Ryūji      | Tham Nghị viện/Đảng Công minh                                      | Kiêm nhiệm Thư ký Nghị viện Bộ trưởng Kinh tế, Thương mại và Công nghiệp, Kiêm nhiệm Thư ký Nghị viện Bộ trưởng Tái thiết         |
| Thư ký Nghị viện Bộ trưởng Văn phòng Nội các                                  | Nishida Shōji     | Chúng Nghị viện/Đảng Dân chủ Tự do (phái Kishida）                 | Kiêm nhiệm Thư ký Nghị viện Bộ trưởng Đất đai, Cơ sở hạ tầng, Giao thông và Du lịch, Thư ký Nghị viện Bộ trưởng Tái thiết         |
| Thư ký Nghị viện Bộ trưởng Văn phòng Nội các                                  | Yanagimoto Akira  | Chúng Nghị viện/Đảng Dân chủ Tự do (phái Asō）                     | Kiêm nhiệm Thư ký Nghị viện Bộ trưởng Môi trường                                                                                  |
| Thư ký Nghị viện Bộ trưởng Văn phòng Nội các                                  | Kimura Jirō       | Chúng Nghị viện/Đảng Dân chủ Tự do (phái Abe）                     | Kiêm nhiệm Thư ký Nghị viện Bộ trưởng Quốc phòng                                                                                  |
| Thư ký Nghị viện Bộ trưởng Nội vụ và Truyền thông                             | Kunimitsu Ayano   | Chúng Nghị viện/Đảng Dân chủ Tự do (phái Kishida）                 | |
| Thư ký Nghị viện Bộ trưởng Nội vụ và Truyền thông                             | Sugita Mio        | Chúng Nghị viện/Đảng Dân chủ Tự do (phái Abe）                     | 27.12.2022 thôi làm |
| Thư ký Nghị viện Bộ trưởng Nội vụ và Truyền thông                             | Hasegawa Junji    | Chúng Nghị viện/Đảng Dân chủ Tự do (không phái）                   | Làm từ 27.12.2022 |
| Thư ký Nghị viện Bộ trưởng Nội vụ và Truyền thông                             | Nakagawa Takamoto | Chúng Nghị viện/Đảng Dân chủ Tự do (phái Asō）                     | |
| Thư ký Nghị viện Bộ trưởng Tư pháp                                            | Takami Yasuhiro   | Chúng Nghị viện/Đảng Dân chủ Tự do (phái Motegi）                  | |
| Thư ký Nghị viện Bộ trưởng Ngoại giao                                         | Akimoto Masatoshi | Chúng Nghị viện/Đảng Dân chủ Tự do (Tanigaki G・Suga Yoshihide G） | |
| Thư ký Nghị viện Bộ trưởng Ngoại giao                                         | Takagi Kei        | Chúng Nghị viện/Đảng Dân chủ Tự do (phái Abe）                     | |
| Thư ký Nghị viện Bộ trưởng Ngoại giao                                         | Yoshikawa Yūmi    | Chúng Nghị viện/Đảng Dân chủ Tự do (phái Abe）                     | |
| Thư ký Nghị viện Bộ trưởng Tài chính                                          | Kaneko Shunpei    | Chúng Nghị viện/Đảng Dân chủ Tự do (phái Kishida）                 | |
| Thư ký Nghị viện Bộ trưởng Tài chính                                          | Miyamoto Shūji    | Tham Nghị viện/Đảng Dân chủ Tự do (phái Abe）                      | |
| Thư ký Nghị viện Bộ trưởng Giáo dục, Văn hóa, Thể thao, Khoa học và Công nghệ | Itō Takae         | Tham Nghị viện/Đảng Công minh                                      | |
| Thư ký Nghị viện Bộ trưởng Giáo dục, Văn hóa, Thể thao, Khoa học và Công nghệ | Yamamoto Sakon    | Chúng Nghị viện/Đảng Dân chủ Tự do (phái Asō）                     | Kiêm nhiệm Thư ký Nghị viện Bộ trưởng Tái thiết                                                                                   |
| Thư ký Nghị viện Bộ trưởng Y tế, Lao động và Phúc lợi                         | Azemoto Shōgo     | Chúng Nghị viện/Đảng Dân chủ Tự do (phái Kishida）                 | |
| Thư ký Nghị viện Bộ trưởng Y tế, Lao động và Phúc lợi                         | Honda Akiko       | Tham Nghị viện/Đảng Dân chủ Tự do (không phái）                    | Kiêm nhiệm Thư ký Nghị viện Bộ trưởng Văn phòng Nội các                                                                           |
| Thư ký Nghị viện Bộ trưởng Nông nghiệp, Lâm nghiệp và Thủy sản                | Tsunoda Hideo     | Chúng Nghị viện/Đảng Công minh                                     | |
| Thư ký Nghị viện Bộ trưởng Nông nghiệp, Lâm nghiệp và Thủy sản                | Fujiki Shinya     | Tham Nghị viện/Đảng Dân chủ Tự do (phái Kishida）                  | |
| Thư ký Nghị viện Bộ trưởng Kinh tế, Thương mại và Công nghệp                  | Nagamine Makoto   | Tham Nghị viện/Đảng Dân chủ Tự do (phái Abe）                      | Kiêm nhiệm Thư ký Nghị viện Bộ trưởng Văn phòng Nội các                                                                           |
| Thư ký Nghị viện Bộ trưởng Kinh tế, Thương mại và Công nghệp                  | Satomi Ryūji      | Tham Nghị viện/Đảng Công minh）                                    | Kiêm nhiệm Thư ký Nghị viện Bộ trưởng Tái thiết, Thư ký Nghị viện Bộ trưởng Văn phòng Nội các                                     |
| Thư ký Nghị viện Bộ trưởng Đất đai, Cơ sở hạ tầng, Giao thông và Du lịch      | Furukawa Yasushi  | Chúng Nghị viện/Đảng Dân chủ Tự do (phái Motegi）                  | |
| Thư ký Nghị viện Bộ trưởng Đất đai, Cơ sở hạ tầng, Giao thông và Du lịch      | Shimizu Masato    | Chúng Nghị viện/Đảng Dân chủ Tự do (phái Nikai）                   | |
| Thư ký Nghị viện Bộ trưởng Đất đai, Cơ sở hạ tầng, Giao thông và Du lịch      | Nishida Shōji     | Chúng Nghị viện/Đảng Dân chủ Tự do (phái Kishida）                 | Kiêm nhiệm Thư ký Nghị viện Bộ trưởng Tái thiết, Thư ký Nghị viện Bộ trưởng Văn phòng Nội các                                     |
| Thư ký Nghị viện Bộ trưởng Môi trường                                         | Kunisada Isato    | Chúng Nghị viện/Đảng Dân chủ Tự do (phái Nikia）                   | |
| Thư ký Nghị viện Bộ trưởng Môi trường                                         | Yanagimoto Akira  | Chúng Nghị viện/Đảng Dân chủ Tự do (phái Asō）                     | Kiêm nhiệm Thư ký Nghị viện Bộ trưởng Văn phòng Nội các                                                                           |
| Thư ký Nghị viện Bộ trưởng Quốc phòng                                         | Onoda Kimi        | Tham Nghị viện/Đảng Dân chủ Tự do (phái Motegi）                   | |
| Thư ký Nghị viện Bộ trưởng Quốc phòng                                         | Kimura Jirō       | Chúng Nghị viện/Đảng Dân chủ Tự do (phái Asbe）                    | Kiêm nhiệm Thư ký Nghị viện Bộ trưởng Văn phòng Nội các                                                                           |